# 2005 en Colombie-Britannique
Chronologie de la Colombie-Britannique
- 2001
- 2002
- 2003
- 2004
- 2005
- 2006
- 2007
- 2008
- 2009

Cette page concerne des événements qui se sont produits durant l'année 2005 dans la province canadienne de Colombie-Britannique.

## Politique
- Premier ministre : Gordon Campbell
- Chef de l'Opposition : Joy MacPhail (en)[1] puis Carole James du Nouveau Parti démocratique de la Colombie-Britannique
- Lieutenant-gouverneur : Iona Campagnolo
- Législature :

## Événements
- Mise en service à North Vancouver du nouveau Dollarton Bridge, pont routier en béton armé franchissant la rivière Seymour. Ce pont remplace celui construit en 1949 [2].

- 17 mai : Élection générale en Colombie-Britannique : le Parti libéral remporte une majorité des sièges à l'Assemblée législative ; le Nouveau Parti démocratique réussit à augmenter sa représentation et forme l'opposition officielle.

## Décès
- 11 avril à Victoria : James Douglas « Doug » Peden, né le 18 avril 1916  dans cette ville , joueur de basket-ball canadien .